# 紅海長鰭鸚鯛
紅海長鰭鸚鯛，為輻鰭魚綱鱸形目隆頭魚亞目隆頭魚科的其中一種，分布於印度西太平洋區，從紅海、南非至巴布亞紐幾內亞、澳洲海域，棲息深度2-15公尺，體長可達20公分，棲息在藻類生長的礁石區，生活習性不明，生活習性不明，可作為遊釣魚及觀賞魚。

## 擴展閱讀
維基物種上的相關：紅海長鰭鸚鯛